# Havukoski
Havukoski est un quartier du district de Koivukylä à Vantaa en Finlande.

## Description
Havukoski borde la voie ferrée principale à l'ouest, Rekola au nord, Keravanjoki à l'est et Rekolanoja au sud,.
La distance à Tikkurila est d'environ quatre kilomètres et à Korso à environ cinq kilomètres.
Dans la partie nord de Havukoski, il y a l'un des plus grands quartiers d'immeubles résidentiels de la métropole.
Le quartier est dominé par huit immeubles résidentiels de 12 étages construits au sommet de Rautkallio, qui sont un point de repère visible dans une zone assez basse.
Le quartier est construit de manière compacte et il a principalement des voies de circulation douce.
Dans la partie sud de la ville, dans la vallée de la Keravanjoki, il y a une grande zone de champêtre, à travers laquelle passe la route sinueuse Hanabölen rantatie.
Havukoski tire son nom des rapides de la Keravanjoki, le long desquels se trouve la ferme de Havukoski. Les curiosités de la partie de la ville incluent Hanabölenkoski et ses ruines de moulin restaurées. Le milieu du village de Hanaböle est resté traditionnel malgré les immeubles d'habitation denses à proximité, et il appartient aux environnements culturels importants de Vantaa, avec le paysage agricole environnant.